# Cut (Alba)
Cut (in ungherese Kútfalva, in tedesco Quellendorf), è un comune della Romania di 1 254 abitanti, ubicato nel distretto di Alba, nella regione storica della Transilvania.